# Lanová dráha Bumbálka
Nákladní lanová dráha Bumbálka je asi 320 metrů dlouhá visutá lanová dráha sloužící k zásobování turistické chaty Bumbálka v Krkonoších.

## Popis
Krytá spodní stanice se nachází na manipulační ploše na levém břehu Labe v lokalitě Bártlova lávka na území místní části Špindlerova Mlýna Přední Labská. Horní stanice se nachází u turistické chaty Bumbálka na luční enklávě Čistá nebo též Čerstvá Voda spadající pod místní část Špindlerova Mlýna Labská. Jedná se o nákladní lanovku dvoulanového typu přičemž nosné lano je nepohyblivé zavěšené na několika ocelových stožárech bránového typu. Tažné lano pohání jedinou nákladní plošinu pohybující se v závěsu na nosném lanu za pomoci běhounu a to navíjením nebo odvíjením z navijáku umístěného a poháněného v horní stanici. Lanová dráha slouží výhradně k přepravě nákladů, přeprava osob není povolena. Důvodem její existence je fakt, že chata Bumbálka není z údolí Labe a z jím vedoucí silnice II/295 dostupná pro silniční vozidla. Ta se k chatě dostanou pouze po sklonově náročné lesní cestě ze sedla Rovinka, kudy prochází neveřejná komunikace Benecko – Špindlerův Mlýn. Zkolaudována byla v roce 1979 jen jako lehká lesní lanová dráha pro dopravu sena a dřeva.

## Nehoda v roce 2013
Dne 29. listopadu 2013 došlo na lanové dráze Bumbálka k nehodě a při ní k úmrtí jedné osoby a zranění čtyř dalších. Dotčené osoby použily lanovku ke své přepravě na chatu i přesto, že k tomu nebyla určena. Během přepravy došlo k přetržení tažného lana po čemž se plošina rozjela samotíží směrem ke spodní stanici. Po nehodě došlo ke kontroverzím ohledně statusu lanové dráhy a povolení k provozu.